# Cyber Citizen Shockman 2: A New Menace
Cyber Citizen Shockman 2: A New Menace (改造町人シュビビンマン2 新たなる敵, Kaizō Chōjin Shubibinman 2: Aratanaru Teki) es un videojuego de 1991 desarrollado por Winds y lanzado exclusivamente para la TurboGrafx-16. Fue lanzado en los Estados Unidos en 1992 como Shockman, siendo el único juego de la serie Cyber Citizen Shockman en ser lanzado fuera de Japón.

## Trama
A New Menace toma lugar dos años después del Cyber Citizen Shockman original. Arnold (Tasuke (太助) en la versión japonesa) ya no es más un estudiante y trabaja como cocinero en un restaurante local. Sonya (Kyapiko (キャピ子)) sigue siendo estudiante. Desde la caída de Dark Skull, Doc ha sospechado constantemente que podría venir otra invasión, por lo que ha enviado a Arnold y Sonya en busca de nuevos invasores, aunque nunca hayan encontrado nada. Sin embargo, un día, luego de que Doc es secuestrado, Arnold y Sonya se enteran de que un imperio alienígena liderado por Ryo planea apoderarse del mundo. Además, han aparecido otros dos villanos con poderes similares a los de Arnold y Sonya. Ellos son los malvados Shockmen llamados Jeeta (ベータ Bēta) y Mue (ミュー Myū). Arnold y Sonya ahora deben rescatar a Doc, evitar que Ryo domine el mundo, y no dejarse matar por Jeeta y Mue.

## Jugabilidad
A New Menace se juega de forma muy diferente al título previo. La esgrima ha sido eliminada y reemplazada por un arma de rango, semejante al Mega Buster de Mega man. El mapa mundial, las mejoras y los rehenes también fueron removidos del juego. También existen dos niveles de desplazamiento lateral con disparos. Además, el control de los saltos ha sido alterado.

## Lanzamiento
El juego fue lanzado en Japón el 27 de abril de 1991. A New Menace fue relanzado en la consola virtual de Wii a nivel mundial a lo largo del 2007. Fue lanzado en los años 2010 para la consola virtual de la Wii U.
Fue lanzado para iPhone en 2011 por medio de una aplicación llamada «PC Engine Gamebox», que incluía varios otros títulos de PC Engine.
Ratalaika Games relanzó el juego el 22 de septiembre de 2023 para Nintendo Switch, PlayStation 4, PlayStation 5, Xbox One y Xbox Series X/S.

## Recepción
En su lanzamiento, la revista japonesa de juegos Famitsu le dio un puntaje de 21 de 40.
Nintendo Life le dio un 6 de 10.